# Sarcophaga villisterna
Sarcophaga villisterna är en tvåvingeart som beskrevs av Salem 1946. Sarcophaga villisterna ingår i släktet Sarcophaga och familjen köttflugor. Inga underarter finns listade i Catalogue of Life.